# Batalla de Milán (260)
La Batalla de Milán fue un enfrentamiento militar librado en la primavera del año 260 (aunque algunos historiadores dicen que fue en el 259) en las cercanías de la entonces llamada Mediolanum (Milán), entre las fuerzas del Imperio romano y la confederación tribal de los alamanes, siendo la primera incursión bárbara en la península itálica desde las Guerras marcomanas.

## Antecedentes
En 253 Galieno y su padre, Valeriano, llegaron al poder juntos. Al primero se le encomendó la defensa de las fronteras occidentales, mientras que el segundo fue a la guerra contra los godos en Asia, y posteriormente contra el Imperio sasánida de Sapor I en Siria y Mesopotamia. Además, debió enfrentar en la línea del Danubio al usurpador Ingenuo.
Cinco años después, en 258, los francos atacan Colonia Claudia Ara Agrippinensium (Cologne) y continúan su avance por la Galia hasta llegar a Tarraco (Tarragona). Luego siguieron a Gibraltar y las costas de Mauritania. Después, en 260, los francos volvieron a atacar, esta vez tomaron el fuerte de Castra Vetera y sitiaron Colona, pero dejaron en paz a Augusta Treverorum (Tréveris), o se dedicaron a navegar por la costa y atacar los pueblos de los deltas de los ríos Sena y Somne. Estas partidas de saqueo abrían sumado unos 30 000 guerreros. Hubo que esperar hasta 261 para que el general Póstumo los expulsara de la Galia. En esas mismas fechas los marcomanos atacaron Panonia Superior, llevando al césar a aceptar una concubina, llamada Pipa e hija del rey de esa tribu, en una especie de acuerdo para garantizar la paz.
En 260, los romanos abandonan los Campos Decumanos ante los suevos, parte de los alamanes. Galieno se dio cuenta de que era incapaz de defender de las incursiones bárbaras las tierras al este del Rin y al norte del Danubio. Aparte de esto, Póstumo, gobernador de la Germania Superior y la Inferior, se sublevaba y fundaba el Imperio galo. En paralelo, los alamanes cruzan los limes germánico-réticos y entran por el paso del Brennero en Italia, saliendo Galieno a interceptarlos.

## Fuerzas enfrentadas
El historiador español Julio Rodríguez cree que las legiones romanas (o sus vexillationes) involucradas en la campaña fueron la I Adiutrix, I Minervia, II Adiutrix, II Italica, II Parthica, VIII Augusta, XXII Primigenia y XXX Ulpia Victrix, unos 30 000 legionarios. Si se suman los auxiliares alcanzarían los 60 000 combatientes, según su colega, el francés Yann Le Bohec. En cambio, Juan Zonaras rebaja el tamaño del ejército romano a 10 000 soldados. Por último, el también historiador, el británico John White, estima que los ejércitos de campaña que crearon las reformas de Galieno (y continuadas por sus sucesores) tenían un núcleo de 30 000 soldados en promedio.
El historiador del siglo XII, Juan Zonaras, dice que los alamanes eran 300 000 entre guerreros y no combatientes. El mismo autor dice que en 298, Constancio Cloro venció a los alamanes en Lingones, dando muerte a 60 000 de ellos. Amiano Marcelino dice que 40 000 a 70 000 lentienses, una tribu de la confederación, lucharon en Argentovaria (378). Como todo autor antiguo o medieval, sus cifras no son fiables. Según estimaciones modernas, en 376, cuando 200 000 tervingios cruzaron el Danubio, los alamanes tenían una población similar, al menos 150 000 personas. Otra estimación moderna sostiene que tanto alamanes como tervingios podían movilizar más de 10 000 guerreros, quizás hasta 20 000, para una batalla, con una población unas cinco veces mayor, cincuenta o cien millares, el tamaño promedio estimado para las grandes confederaciones germanas. Probablemente, un quinto eran hombres adultos capaces de guerrear.
Más cercano puedo ser Marcelino, quien dice que 35 000 alamanes lucharon en Estrasburgo (357). Así, es más probable que los alamanes fueran solamente unos pocos miles, pues esta no era la migración de un pueblo entero, sino una expedición de saqueo integrada únicamente por guerreros.

## Batalla
El encuentro fue cruento y muchos germanos murieron. Las fuentes dicen que Galieno hizo erigir un arco del triunfo y los estudios arqueológicos indican el completo abandono de los alrededores de la ciudad después de la batalla.

## Consecuencias
Galieno se da cuenta de que era imposible mantener una defensa estática, decidió establecer unidades de móviles como reserva estratégica que intervinieran cuando y donde eran necesarios: comitatenses (algo comenzado por Septimio Severo). Estas tropas eran caballería pesada porque eran más rápidas y efectivas que la infantería contra estas incursiones. Precisamente, por su ubicación a distancia media entre las provincias de Recia y Nórico con Roma, fue Milán la base de estas tropas.

### Clásicas
- Amiano Marcelino. Rerum Gestarum. Libros XV, XVI y XXXI. Traducción latín-inglés John C. Rolfe, Cambridge: Harvard University Press, editado por William Heinemann, 1935-1940.
- Aurelio Víctor. Epítome acerca de los Césares. Digitalizado en Roman Emperors Archivado el 8 de noviembre de 2020 en Wayback Machine.. Basado en traducción latín-inglés por Thomas M. Banchich, Canisius College Translated Texts, Núm. 1, Búfalo: Canisius College, 2009.
- Flavio Eutropio. Breviarium historiae romanae. Libro IX. Digitalizado en The Latin Library (en latín).
- Juan Zonaras. Epitomé historion. Traducción griego-inglés por Thomas M. Banchich & Eugene Lane (2009). The History of Zonaras: From Alexander Severus to the Death of Theodosius the Great. Routledge. Introducción y notas de T. M. Banchich. ISBN 9781134424733.
- Zósimo. Nueva Historia. Libro I. Edición en inglés de Green & Chaplin, Londres, 1814. Digitalizado y transcrito por Roger Pearse, Ipswich, 2002.

### Modernas
- Drinkwater, J. F. (2007). The Alamanni and Rome 213-496: Caracalla to Clovis. OUP Oxford. ISBN 9780199295685.
- Elton, Hugh (1996). Warfare in Roman Europe Ad, 350-425. Clarendon Press. ISBN 9780198150077.
- Grant, Michel (1984). Gli imperatori romani, storia e segreti. Roma: Newton Compton. ISBN 88-541-0202-4.
- Heather, Peter J. (2012). Empires and Barbarians: The Fall of Rome and the Birth of Europe. Oxford University Press. ISBN 9780199892266.
- Jones, Michael E. (1998). The End of Roman Britain. Cornell University Press. ISBN 978-0-80148-530-5.
- Le Bohec, Yann (1992). L'esercito romano. Roma: La Nuova Italia Scientifica.
- Lenski, Noel Emmanuel (2002). Failure of Empire: Valens and the Roman State in the Fourth Century A.D.. University of California Press. ISBN 9780520233324.
- Maier, Franz Georg (1994). Las Transformaciones del mundo mediterráneo: siglos III-VIII. Madrid: Siglo XXI de España Editores. Traducción alemán-español por Pedro Viadero. ISBN 978-8-43230-067-7.
- Mazzarino, Santo (1973). L'impero romano. Bari: Laterza. 3 vols. ISBN 88-420-2377-9,
- Rodríguez González, Julio (2003). Historia de las legiones romanas. Madrid: Almansa. ISBN 9788496170025.
- Ruggini, Lellia Cracco (1990). "Milano da «metropoli» degli Insubri a capitale d'impero: una vicenda di mille anni". En Mostra Milano capitale dell'Impero romano (286-402 d. C.). Milán: Silvana Editoriale. Editado por Gemma Sena Chiesa.
- Southern, Pat (2001). The Roman Empire: from Severus to Constantin. Londres: Routledge. ISBN 0-415-23944-3.
- Watson, Alaric (1999). Aurelian and the Third Century. Londres: Routledge. ISBN 0-415-30187-4.
- White, John F. (2005). Restorer of the World: The Roman Emperor Aurelian. Spellmount. ISBN 9781862272507.

- Datos: Q2309606